# Zabrđe, Andrijevica
Zabrđe este un sat din comuna Andrijevica, Muntenegru. Conform datelor de la recensământul din 2003, localitatea are 302 locuitori (la recensământul din 1991 erau 318 locuitori).

## Demografie
În satul Zabrđe locuiesc 220 de persoane adulte, iar vârsta medie a populației este de 36,3 de ani (35,5 la bărbați și 37,1 la femei). În localitate sunt 86 de gospodării, iar numărul mediu de membri în gospodărie este de 3,51.
|  |

| Demografie | Demografie | Demografie |
| An         | Locuitori  | Locuitori  |
| ---------- | ---------- | ---------- |
|            |            |            |
|            |            |            |
|            |            |            |
|            |            |            |
| 1948       | 426        |            |
| 1953       | 416        |            |
| 1961       | 414        |            |
| 1971       | 395        |            |
| 1981       | 357        |            |
| 1991       | 318        | 311        |
| 2003       | 342        | 302        |

| \| Componența etnică conform recensământului din 2003[2] \| Componența etnică conform recensământului din 2003[2] \| Componența etnică conform recensământului din 2003[2] \| Componența etnică conform recensământului din 2003[2] \| Componența etnică conform recensământului din 2003[2] \| \| ----------------------------------------------------- \| ----------------------------------------------------- \| ----------------------------------------------------- \| ----------------------------------------------------- \| ----------------------------------------------------- \| \| \| \| \| \| \| \| Sârbi \| Sârbi \| \| 164 \| 54,3% \| \| Muntenegreni \| Muntenegreni \| \| 135 \| 44,7% \| \| necunoscută \| necunoscută \| \| 1 \| 0,33% \| |              |  |     |       |
| Componența etnică conform recensământului din 2003 |              |  |     |       |
| |              |  |     |       |
| Sârbi | Sârbi        |  | 164 | 54,3% |
| Muntenegreni | Muntenegreni |  | 135 | 44,7% |
| necunoscută | necunoscută  |  | 1   | 0,33% |